# Barkhausenschaltung

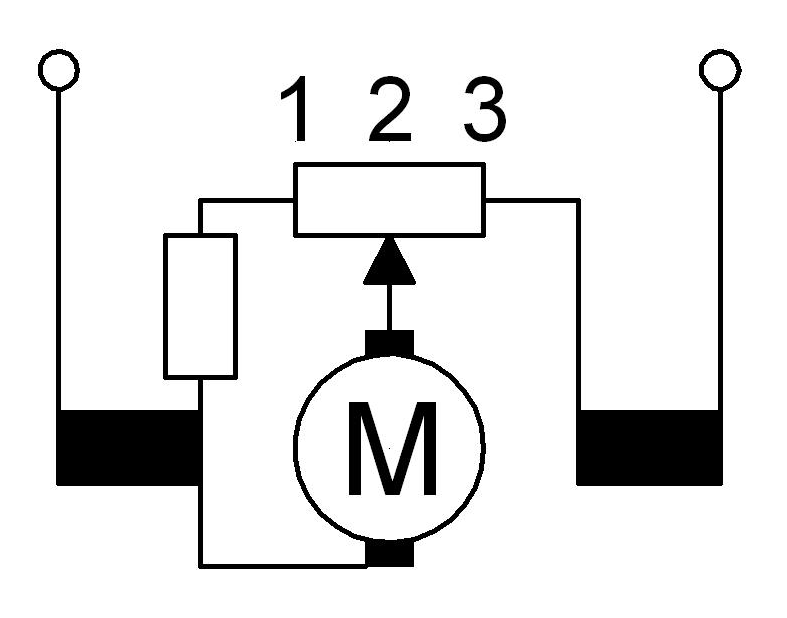
Barkhausenschaltung

Die Barkhausenschaltung (nach Heinrich Barkhausen) dient zur Drehzahlstellung bei Universalmotoren.
Sie besteht aus einem Ankerparallelwiderstand und einem  Vorwiderstand mit Anzapfungen. Hierdurch ergibt sich ein großer Drehzahlbereich und eine Begrenzung der Leerlaufdrehzahl. 
Mit der Barkhausenschaltung ist eine Drehzahländerung in weiten Grenzen möglich und durch den Parallelwiderstand wird das Reihenschlussverhalten abgemindert. Durch die Abmilderung des starren Reihenschlusscharakters neigt der Motor im Leerlauf nicht mehr zum Durchgehen.